# كلورفينيرامين
كلورفينيرامين  (بالإنجليزية: chlorpheniramine)‏ هو علاج مضاد الهستامين مستعمل منذ أكثر من 30 سنة، يستعمل للعلاج بحالات حساسية مثل حمى القش (التهاب الأنف)، التهاب تحسسي بالملتحمة، الشرى (Urticaria) وانتفاخ تحسسي. يظهر الكلورفنيرامين كمركب بعلاجات عدة المستعملة لعلاج البرد والتي تباع بلا وصفة طبية. يخفف الكلورفنيرامين كباقي مضادات الهستامين، من العوارض الحسية بالجلد كالحكة، الانتفاخ والاحمرار. بالإضافة لذلك، يخفف النزلة، العطس والحكة بالعينين بسبب حمى القش. توجد له فعالية بسيطة مضادة للكولينيات (لرد الفعل الكوليني - Anticholinergic) والتي تقلل من افراز البلغم. من الممكن استعمال الكلورفنيرامين أيضا لمنع أو علاج ردود الفعل الحسية لعمليات نقل الدم أو لمادة مضادة بتصوير الأشعة السينية (X - ray)، وكذلك كاضافة لحقن الأدرينالين، لعلاج صدمة حسية شديدة (تأق - صدمة الحساسية).

## الأشكال الصيدلانية
اقراص، كبسولات، حبوب، سائل، قطرات.

## الجرعة وعدد الجرعات
- اقراص، سائل: 3 - 4 مرات باليوم. اقراص لتاخر الإخراج: كل 8 - 12 ساعة؛ حقن: حسب الحاجة.
- الكبار: عن طريق الفم: 4 - 24 ملغم لليوم؛
- حقن: حتى 40 ملغم لليوم.
- الاولاد: فوق جيل 7 سنوات: 2 - 12 ملغم لليوم.

## بداية الفعالية
- عن طريق الفم: خلال 60 دقيقة؛
- حقن: خلال 20 دقيقة.

## مدة الفعالية
اقراص، سائل، حقن: 6 - 8 ساعات. اقراص لتاخر الإخراج: 10 - 14 ساعة.

## تغذية
لا توجد قيود.

## التخزين والحفظ
يجب الحفظ بعبوة محكمة الاغلاق بمكان بارد وجاف، بعيدا عن متناول ايدي الاولاد.

## نسيان الجرعة
يجب التناول مباشرة عند التذكر. إذا كانت هناك حاجة لاخذ الجرعة التالية خلال ساعتين، خذ جرعة واحدة الآن وتجاهل الجرعة التالية.

## وقف الدواء
من الممكن التوقف بامان عند انتهاء الحاجة للدواء.

## جرعة زائدة
على الارجح فان جرعة زائدة عرضية لن تسبب مشاكل. جرعات زائدة كبيرة من الممكن ان تسبب نعاسا أو حساسية. يجب ابلاغ الطبيب.

## تحذيرات
- أثناء الحمل:

لا يسبب الدواء تشوهات للجنين (B)
- الرضاعة:

ينتقل الدواء إلى حليب الام، الا انه عند تناول الجرعات العادية فمن غير المفروض ان تكون هناك تاثيرات سلبيه على الأطفال
- الأطفال والرضع

يجب تقليل وملائمة الجرعة حسب الجيل والوزن.
- كبار السن:

احتمال كبير لظهور اثار جانبيه. من المحتمل ان تكون هنالك حاجه لتقليل الجرعة المعطاة.
- القيادة:

يجب الامتناع عن القيادة حتى تتضح ماهية تاثير الدواء، حيث من الممكن ان يسبب ضبابية (طمس).
- العملية الجراحية والتخدير:

يجب ابلاغ الطبيب الجراح أو الطبيب المخدر عن استعمال هذا الدواء.

## الآثار الجانبية
- غيبوبة.
- اضطرابات في الجهاز الهضمي.
- صعوبة في التبول.
- رعاش.
- جفاف الفم.
- إثارة.
- طفح جلدي.